# 佐藤典克
佐藤 典克（さとう のりかつ、1974年 - ）は、日本の陶芸作家、陶芸家。

## 経歴
1974年、岐阜県羽島市に生まれる。岐阜大学教育学部附属小学校/岐阜大学教育学部附属中学校・岐阜県立加納高等学校美術科を経て東京藝術大学に進学。
2001年、東京藝術大学大学院美術研究科修士課程陶芸専攻修了、2003年、相模原市に築窯　独立。
2006年～2008年、東京藝術大学　陶芸研究室に助手として勤務。2008年、Lea-Style Tougei Schoolを開設（2022年年閉業）。2009年工房を相模原市東橋本に移し今に至る。2022年5月スマイルアクティビティーズ設立　陶芸教室レアを開設
・公益社団法人日本工芸会　正会員 ・日本陶芸美術協会　会員・岐阜県羽島市アンバサダー

## 作風
「縒」とは「立体物が必ず直面する重さを感じさせてしまう事への一つのアプローチの方法。土の塊が光と風をうける面の構成を紐、糸で縒るように構築していく」制作する立体物のコンセプト自体を表していると述べている。

## 受賞歴
- 第42回 伝統文化ポーラ賞 奨励賞
- 第60回　東日本伝統工芸展　奨励賞
- 第23回　美濃陶芸茶碗展　銀賞
- 現在形の陶芸　萩大賞展Ⅲ 　萩大賞
- 第39 回 美濃陶芸展　審査員特別賞
- 第40回 美濃陶芸展　中日陶芸賞
- 第1回・第6回　 陶美展　（ 日本陶芸美術協会） 奨励賞
- 第20回　美濃陶芸　庄六賞茶碗展　第20 回記念賞
- 第49 回 　神奈川県美術展 特選
- 世界工芸コンペティション金沢2013 ～ 茶の時空間～ 審査員特別賞
- めし碗グランプリ スポンサー賞

## 主な展覧会
- 現在形の陶芸 萩大賞III 大賞受賞者展示 佐藤典克展 山口県立萩美術館・浦上記念館2015年10月6日～2016年1月17日
- 現代・陶芸現象 茨城県陶芸美術館 2014年9月13日～11月24日
- 関東のうつわ展　伊丹工芸センター 2014年10月4日～10月26日

## 所蔵
- 緑ヶ丘美術館　MAM
- 山口県立萩美術館・浦上記念館
- 茨城県陶芸美術館
- ファエンツア国際陶芸美術館
- ＭOA美術館

## 入選歴
2017 国際陶磁器展美濃　美濃国際陶磁器コンペティション 
2017 日本陶芸展　伝統部門/自由造形部門/和・洋の食器部門
2015ファエンツア国際陶芸展
2014 日本陶芸展 伝統部門
2014 国際陶磁器展美濃　美濃国際陶磁器コンペティション
テーブルウエア大賞
九州山口陶芸展
2013 陶美展（日本陶芸美術協会）以後9回
2012 日本伝統工芸展　以後8回
2008 金沢わん・One 大賞
2000 東日本伝統工芸展　以後17回